# المعركة الأخيرة (كتاب كورنيليوس ريان)
المعركة الأخيرة هو كتاب عام 1966 لكورنيليوس رايان حول الأحداث التي أدت إلى معركة برلين في الحرب العالمية الثانية.
الكتاب، الذي نشره سيمون وشوستر، منظم كقصة تاريخية. ويستند إلى مقابلات مع مئات الأشخاص، بما في ذلك الأمريكيين والبريطانيين والألمان والروس. تم منح ريان تصريح للوصول إلى الأرشيف السوفييتي والجنرالات السوفييت المشاركين في المعركة، والتي كانت نادرة في ذلك الوقت.
نُشر الكتاب في وقت واحد في المملكة المتحدة وفرنسا وألمانيا وإيطاليا وإسبانيا والنرويج والدنمارك والسويد وهولندا وفنلندا والبرتغال، عندما ظهر في مارس 1966. 

## استقبال
قدمت المعركة الأخيرة أخبارًا في وقت نشرها. وكشف الكتاب أن الاستيلاء الألماني على خطة الحلفاء السرية للغاية لتقسيم واحتلال ألمانيا ساعد على تشديد المقاومة الألمانية وإطالة الحرب العالمية الثانية.
كما تلقت الدعاية تأكيدات عن جنرال أمريكي مقتبس في الكتاب، الجنرال ويليام هود سيمبسون، قائد جيش الولايات المتحدة التاسع في الحرب العالمية الثانية، بأنه مقتنع بأن جيشه «كان بإمكانه الاستيلاء على برلين قبل الروس بوقت طويل إذا كان لم تتوقف على نهر إلبه في 15 أبريل 1945».
اتهمت صحيفة الحزب الشيوعي السوفياتي برافدا رايان بمحاولة تشويه الجيش الأحمر في تصويره لمعركة برلين.
بعد وفاة ريان، تم الكشف عن أن المؤلف قد كتب إلى ناشر أعمال ستيفن أمبروز، متهماً المؤرخ الآخر بالسرقة الأدبية: في سبتمبر 1970، وجه ريان رسالة إلى دوبليداي، زاعماً فيها استخدام اقتباسين من الكتاب في سيرة أيزنهاور القائد الأعلى دون الإسناد المناسب.
خطط مترو مترو جولدوين ماير لإصدار فيلم في عام 1968 ولكن بسبب المشاكل المالية التي يعانيها الاستوديو، لم يتم إنتاج المشروع أبدًا.